# 中澤孝之
中澤 孝之（なかざわ たかゆき、1935年1月 -　）は、日本のジャーナリスト、ロシア・ソ連研究家。

## 人物・来歴
大連市生まれ。長野県南佐久郡佐久穂町に育つ。長野県野沢北高等学校を経て、東京外国語大学ロシア語科国際関係課程卒業。時事通信社入社、本社経済部記者、シンガポール、クアラルンプール、モスクワ特派員、モスクワ支局長、外信部次長、整理部次長、外信部長、県立新潟女子短期大学国際教養学科教授、長岡短期大学教授、長岡大学産業経営学部教授などを務めた。モスクワ勤務の期間は通算9年強。妻幸子（ゆきこ）との間に3人の子供がいる。長男は「なかざわひでゆき」の名前で、映画と音楽の評論執筆活動を行う（http://angeleyes.dee.cc/）かたわら、随時、TVチャンネル「WOWOWプライム」の木曜夕方の番組「ザ・プライムショー」に出演中。
現在は、日本対外文化協会理事。時事総合研究所客員研究員。東京ロシア語学院理事。ロシア・東欧学会会員。ユーラシア研究所運営委員。日本記者クラブ会員など。
2011年に上梓した「ロシア革命で活躍したユダヤ人たち─帝政転覆の主役を演じた背景を探る」は、「2017年11月7日のロシア革命100周年を念頭に企画・執筆し」（「はしがき」より）、ライフワークと位置づけた600ページを超す大作で、多くのメディアによって書評に取り上げられた。
その後は、「ソ連解体の真相を探る」をテーマに執筆や講演活動を行っている。1991年末のソ連解体に関しては、1999年に出版した「ベロヴェーシの森の陰謀」(潮出版社）でその分析を初めて試みたが、当時はまだ、陰謀の関係者はそろって沈黙を決め込んだ。20年以上の年月が過ぎてようやく「解体の真相と遠因」を探る可能性が出てきた。「冷戦の勝者」米国はおろか日本でも、この20世紀最大の事件に関心を示す専門家は少ない（「悪の帝国」の消滅の原因など今さら詮索する必要はないとの考えが強い）ため、こうした状況に疑問を感じて、あえて、さらなる「真相解明」に努めている。ロシア（ソ連）側のみならず、カーター、レーガン、ブッシュ・シニア各政権のころの米国側資料も幅広く参考にしたユニークな研究として期待されている。
「プーチンのロシア」の内政外交、北方領土問題にも、日常的に関心を寄せ、執筆、講演活動を続けている。

## 著書
- 『ブレジネフ体制のソ連 テクノクラート政治の権力構造』サイマル出版会、1975.
- 『デタントのなかの東欧』泰流社、1977.9.
- 『ゴルバチョフ政権でソ連はこうなる』山手書房、1985.7.
- 『ソ連の新戦略を読む ゴルバチョフ綱領のすべて』時事通信社、1986.7.
- 『大統領ゴルバチョフ大研究』新芸術社、1990.5.
- 『徹底分析!素顔のゴルバチョフ 30分でわかる歴史を変えた男のすべて』JICC出版局、1990.9. JICCブックレット.
- 『人間ゴルバチョフ 初代ソ連大統領の素顔』時事通信社、1990.8.
- 『ソ連はどうなるか ゴルバチョフ政権の行方』全国都道府県議会議長会事務局、1991.7. 議会職員執務資料シリーズ
- 『変貌するソ連理解のキーワード ゴルバチョフは大丈夫か?』山手書房新社、1991.4.
- 『資本主義ロシア 模索と混乱』1994.12. 岩波新書
- 『ベロヴェーシの森の陰謀 ソ連解体二十世紀最後のクーデター』潮出版社、1999.4. 潮ライブラリー
- 『エリツィンからプーチンへ』東洋書店、2000.7. ユーラシアブックレット
- 『オリガルヒ(政商) ロシアを牛耳る163人』東洋書店、2002.7.
- 『ゴルバチョフと池田大作 冷戦、ペレストロイカ、そして未来へ向けて』角川学芸出版、2004.7.
- 『現代ロシア政治を動かす50人』東洋書店、2005.2. ユーラシア・ブックレット
- 『ロシア革命で活躍したユダヤ人たち 帝政転覆の主役を演じた背景を探る』角川学芸出版、2011.5.

### 共著
- 『図解島国ニッポンの領土問題 激怒する隣国、無関心な日本』日暮高則、下條正男共著 東洋経済新報社、2005

## 翻訳
- 『ゴルバチョフはこう語った』編訳. 潮出版社、1988.5.
- 『スターリン』アレクス・ド・ジョンジュ 心交社、1989.3.
- 『国際テロの研究 極秘の巨額資金に迫る』ジェームズ・アダムス 内藤恭介共訳. 心交社、1991.7.
- 『瀕死の大国 ソ連経済闘争の研究』アンデーシュ・オスルンド 監訳. JICC出版局、1991.4.
- 『エリツィンの手記 崩壊・対決の舞台裏』同朋舎出版、1994.5.
- 『ゴルバチョフと運命をともにした2000日』アナトーリー・S.チェルニャーエフ 潮出版社、1994.4
- 『ロシアの選択 市場経済導入の賭けに勝ったのは誰か』エゴール・T.ガイダル ジャパンタイムズ、1998.4.
- 『ロシア闇の戦争 プーチンと秘密警察の恐るべきテロ工作を暴く』アレクサンドル・リトヴィネンコ、ユーリー・フェリシチンスキー 監訳. 光文社、2007.6.